# Tradicionalna majevska medicina
Tradicionalna majevska medicina je veja zdravilstva, ki ima svoje temelje v medicini antičnih Majev. Je mešanica znanstvenih, duhovnih in ostalih metod in je zelo povezana z religijo.

## Zdravilci
V majevski medicini je pomembnih pet elementov: duša, telo, religija, ritual in znanost. Medicino  prakticirajo samo zdravilci, h'mani, ki predstavljajo vez med telesnim in spiritualnim svetom. Zdravilec h'man lahko postane nekdo, ki ga dolga leta uči drug zdravilec.  Zaradi veliko znanja so že starodavni Maji znali zaustavljati krvavitve, tako da so v rane zatlačili lase, znali pa so si celo izdelati umetne zobe iz žada in turkiza, poznali pa so tudi neke vrste zobne zalivke iz železovega pirita.

## Nastanek bolezni
Maji so verovali, da je vsako porušenje ravnovesja v telesu posledica tega, da se v tvojo dušo naselijo nadnaravna bitja, ki jih pritegne bodisi nek dogodek ali besede, izrečene v preteklosti. Bolezni so po njihovem verovanju torej odraz preteklosti posameznika. Taradi tega  po majevskem prepričanju zdravljenje poteka v treh stopnjah:  obred, čiščenje in zdravljenje s specifičnimi rastlinami ali živalskimi deli.
Skozi svojo zgodovino so popisovali učinke rastlin na telo in s tem znanjem potem tudi določili terapijo za določeno bolezen. Zdravilne rastline se lahko pripravijo v obliki jedi, pijače, kadila, paste za kožo, že tisočletja nazaj so poznali celo klistiranje, ki so ga zlasti uporabljali, saj so ugotovili, da se substance iz rastlin hitro in dobro absorbirajo iz črevesja, hkrati pa je klistir predstavljal tudi tehniko čiščenja organizma. Poleg klistirja so bile v tudi različne čistilne tehnike, kot so potenje  in post.
Rastline so v veliko primerih najpomembnejši nespiritualni element majevskega zdravilstva. Uporaba rastlin je najverjetneje razširjena  zaradi bogastva in raznolikosti rastlinskega sveta v deževnem gozdu.

## Rituali
Po majevskem prepričanju je trebuh naše središče, center dogajanja, saj se tu poleg hrane prebavljajo tudi čustva , misli. Majevska abdominalna masaža je starodavna tehnika, ki deluje na vseh nivojih, ki so potrebni pri majevskem zdravljenju, da se ponovno vzpostavi harmonija telesa in duha.
Gre za neinvazivno tehniko, pri kateri masiramo trebušni in medenični predel, s tem naj bi se izboljšale funkcije organov, pospešil pretok limfe, krvi, živčevja in energije .
Tehniko, kot jo poznamo danes, je razvila dr. Rosita Arvigo, ki se je leta 1981 preselila iz ZDA v Belize, kjer je ustanovila zasebno kliniko. Dve leti kasneje je spoznala enega izmed zadnjih tradicionalnih majevskih h'manov, ki se je učil v Tikalu, Gvatemala  - Don Elijio Pantija.
Majevska abdominalna masaža naj bi tako pomagala pri odpravljanju plešavosti, BHP, erektilni disfunkciji, prebavnih motnjah, zgagi, glavobolu.
Majevsko abdominalno masažo priporočajo celo kot kontracepcijsko sredstvo ali sredstvo, ki pomaga pri zanositvi, odvisno, v katerem delu cikla jo uporabljamo.
Zanimivo je, da v majevski tradicionalni medicini najdemo mnogo vzporednic s sodobno medicino, tako so Maji že pred mnogo stoletji povezali določene bolezni s stresom, poznali pa so tudi so »specialiste«, ki so pomagali pri specifičnih boleznih in porodu ali pa so bili posebej usposobljeni za zdravljenje  poškodb kosti.
Danes imajo majevski zdravilci kar nekaj centrov, v katerih posameznike učijo starodavnih tehnik zdravljenja.

## Načini zdravljenja
- Kopeli za potenje (zumpul - ché): podobne savni in se uporabljajo za rituale čiščenja
- Rastline: kot pomoč pri zdravljenju. Rastline so zadnja desetletja bolje raziskane, zahvaljujoč zdravilcu Don Eliju Pautiju in njegovi učenki. Za uporabo nekaterih rastlin se je sčasoma izkazalo, da je nepravilna ali celo škodljiva, saj so se pri nekaterih metodah zdravljenja zanašali na primer kar na barvo rastlin. Tako so zlatenico zdravili z rumenimi rožami in sadeži, težave s krvjo so zdravili z rdečimi, za zdravljenje rumene mrzlice pa so uporabljali sežgano ptičje perje.[3] Z uporabo obkladkov iz zdravilnih rastlin so ugotovili, da lahko zdravilne snovi pronicajo skozi kožo in povzročajo sistemske učinke na telo, hkrati pa so verjeli, da obkladki zaščitijo telo pred vdorom zlobnih duhov. Rastline so pogosto kombinirali z deli živali – plazilci, ribami, žuželkami. Najbolj znane rastline, ki jih uporabljajo tudi danes, so čili, kakav, tobak, agava.
- Substance, ki vplivajo na um (halucinogene): kot v veliko ostalih svetovnih religijah in obredih, pa se tudi tukaj uporabljajo substance, ki se uporabljajo tudi pri zdravljenju, predvsem rastlinskega izvora, ki vplivajo na um –na primer Morning Glory (Rivea corymbosa, Ipomoea violacea – vijolični lepi slak) – derivati lizerške kisline, pejotl (Lophophora williamsii ) – meskalin, tobak v kombinaciji z nekaterimi rastlinami in alkoholni pripravki. Uporaba halucinogenih substanc naj bi omogočala komuniciranje s spiritualnim svetom.